# Everybody’s Got Something to Hide Except Me and My Monkey
Az Everybody's Got Something to Hide Except Me and My Monkey egy dal, amely a The Beatles együttes 1968-as azonos nevet viselő albumán jelent meg. A dal szerzője John Lennon és Lennon–McCartney szerzemény. 
Lennon a dal ötletét még az együttes év eleji Maharisi Mahes jóginál tett risikési látogatás után találta ki. A dal címében szereplő majom kétértelmű jelentéssel bír. Egyrészt ez Maharisi egyik idézett szállóigéjéből ered ("everybody has something to hide"). Másrészt pedig utalás Lennon és Yoko Ono kezdeti kapcsolatára, amikor is egyes újságírók a lányt "majomnak" csúfolták. Már a Cynthiával folyamatban lévő válás előtt is megmutatkozott Onóval, ezzel is jelezve nincs semmi rejtegetni való. De más elképzelések szerint a dalban jelölt majom a heroinistákra utal.
A dal kezdeti demófelvételén folk zenei stílusban (Bob Dylan-t idézve) játszotta le szerzője, Untitled címmel. A dalt 1968. június 27-én kezdet el rögzíteni az együttes. A dal később a Come on, Come on címet kapta, majd július 1-én nyerte el végleges címét. A dalhoz három héttel később lett rögzítve újabb vokál és ének.

## Közreműködött
Ian MacDonald szerint:

### The Beatles
- John Lennon – ének, gitár, ritmushangszerek, taps
- Paul McCartney – vokál, basszusgitár, ritmushangszerek, taps
- George Harrison – vokál, szólógitár, ritmushangszerek, taps
- Ringo Starr – dob, ritmushangszerek, taps